# Železne Dveri
Železne Dveri je naselje u slovenskoj Općini Ljutomeru. Železne Dveri se nalazi u pokrajini Štajerskoj i statističkoj regiji Pomurju. 

## Stanovništvo
Prema popisu stanovništva iz 2002. godine naselje je imalo 49 stanovnika.